# Mohamed Al-Aswad
Mohamed Al-Aswad (ar.  محمد جمعة الأسود المخيون; ur. 6 czerwca 1976 roku) – sprinter reprezentujący Zjednoczone Emiraty Arabskie, uczestnik igrzysk olimpijskich z Atlanty (1996).
Wziął udział w konkurencji biegu na 200 metrów. Uzyskał czas 21,77, co dało mu 74. miejsce w eliminacjach, nie uzyskując promocji do ćwierćfinału.